# Garde-foire
Au Moyen Âge, le garde-foire, ou la garde des foires, est une personne ou un groupe chargé du règlement des litiges entre marchands. Le terme recouvre des significations diverses selon l'époque.
En France, lors des foires de Champagne, la garde des foires devient peu à peu une instance d'enregistrement des contrats, assurant leur exécution. À Neuchâtel, en Suisse, ils sont désignés sous le nom d'armourins et assurent la sécurité et la tranquillité des quatre foires annuelles.

## Métier
À la fin du XIIe siècle, les gardes-foires sont les juges ordinaires des litiges commerciaux sur le lieu de la foire. Au XIIIe siècle, les gardes-foires deviennent compétents pour toutes les activités liées aux foires.
Le tribunal était itinérant et suivait les foires. Devant les gardes-foires, seuls le serment et la preuve écrite sont admis. Les manœuvres dilatoires sont interdites, la procédure est rapide (moins de quatre semaines). L’exécution du jugement est immédiate et l’appel impossible. L’exécution décidée est efficace et rigoureuse. Les débiteurs sont obligés corps et biens. 
Si les débiteurs sont absents, ils sont « fuitifs de foire ». La juridiction permet à celui qui veut faire exécuter la sentence d’aller directement auprès des juridictions où se situe le domicile de son adversaire.  Pour fournir un moyen de pression supplémentaire, les juridictions développent la défense de foire, qui est une interdiction de commercer dans une foire visant tous les ressortissants du lieu où réside le débiteur qui n’a pas exécuté sa sentence. Des huissiers (auxiliaires de justice) rattachés aux foires poursuivent les débiteurs.